# Moto G (3.ª generación)
Moto G 3.ª generación (comercializado como Moto G, y también conocido como Moto G 2015), es un teléfono inteligente con sistema operativo Android. Es sucesor del Moto G 2.ª generación, siendo fabricado por Motorola Mobility. Fue lanzado el 28 de julio de 2015.
Su sucesor es el Moto G4.

## Características y especificaciones

### Hardware
El teléfono posee una pantalla de 5 pulgadas con una resolución de 1280x720 (siendo básicamente la misma resolución de su antecesor), 1 o 2 GB de RAM dependiendo el modelo, y un procesador Qualcomm Snapdragon 410 de 1.4 GHz.
La parte posterior del teléfono es extraíble y está hecha de plástico texturado. La parte posterior también viene en varios colores disponibles en el sitio web Moto Maker de Motorola. (a diferencia de su antecesor que no era posible eso).
Su almacenamiento interno es de 8 o 16 GB, expandible vía Micro SD hasta 128 GB.
Posee una cámara trasera de 13 MP, y una frontal de 5 MP.
Además de eso el teléfono es resistente al agua mediante el uso de nano-coating.
La batería es de 2470 mAh, además de que no es extraíble.
Además, todos los modelos del teléfono son compatibles con LTE.

### Software
El teléfono por defecto poseía Android 5.1 Lollipop, con funciones extras y exclusivas, como una experiencia de usuario en su mayoría con características de software adicionales; incluyendo Moto Alert, que permite a los usuarios notificar a otros sobre su ubicación. Moto Assist, presentada por Moto X, que automáticamente habilita o deshabilita ciertos modos, como silenciar el timbre o responder automáticamente a mensajes de texto, dependiendo de ciertos escenarios, entre otras cosas adicionales de software.
Posteriormente, con el tiempo se actualizó vía OTA a Android 6.0 Marshmallow para aquellos teléfonos que seguían en Android 5.1 Lollipop, y en modelos nuevos, este venía pre-instalado. Esta versión comenzó a circular el 24 de diciembre de 2015 de manera amplia en América del Norte.
La última versión disponible para el teléfono es la versión Android 6.0.1 Marshmallow.

## Recepción
Un análisis de Xataka, le dio de calificación 7.9/10, dando como conclusión, que resulta difícil ofrecer mejores especificaciones por 200 euros y ese hueco, una vez más, lo cubre con creces. Un terminal redondo donde el precio vuelve a ser su reclamo principal. Relación calidad precio difícil de superar salvo que tengamos un poco más de presupuesto.
Otro análisis de Movilzona, le dio de calificación 7/10, dando como conclusión, que lo que hizo Motorola, es intentar hacer que la experiencia de uso sea muy parecida a la del Moto E y, esto, no es algo que se esperaba.
Otra reseña de Andro4all, le dio de calificación 84/100, dando como conclusión, que el Moto G de 2015 logra cumplir con su cometido, a pesar de sus hándicaps. Nos encontramos ante un terminal muy completo, con una buena cámara y autonomía, así como un rendimiento suficiente. No obstante, la competencia aprieta y ofrece más por un precio más reducido, algo que debe tener en cuenta Motorola en próximas generaciones.

## Variantes
El Moto G 3.a generación posee variantes de modelo, esto con el propósito de admitir redes 3G y 4G de distintas operadoras móviles de todo el mundo.
- XT1540
- XT1541
- XT1542
- XT1543
- XT1544
- XT1548
- XT1550
- XT1556
- XT1557

En México e India, el 13 de noviembre de 2015, se presentó una variante conocida como Moto G Turbo. Esta versión viene con el procesador Qualcomm Snapdragon 615 con ocho núcleos, 2 GB de RAM y carga rápida.